# Jijel
Jijel (conocida antiguamente como Djidjelli, Gigeri o Gigery) es la capital de la provincia de Jijel en el noreste de Argelia, Se sitúa cerca del Mar Mediterráneo en la región jijeliana de Corniche, y su población ronda los 148 000 habitantes (2007). Jijel es el centro administrativo para una región especializada en la fabricación de corcho, cuero y hierro. La agricultura local produce especialmente frutas cítricas y granos. La pesca también es muy importante para la economía de la ciudad. En cuanto al turismo (principalmente procedente de Argelia), suele ir a Jijel atraído por los paisajes y sus playas de arena fina.

## Historia
Hacia el siglo X a. C., los fenicios, marinos y comerciantes, se instalaron en la zona en busca de bases donde garantizar la seguridad de su comercio. En el siglo I a. C. fueron los romanos quienes invadieron el lugar. Fue elevada al rango de Colonia Romana en el año 33 por César Augusto, siendo administrada por un senador.
Con la llegada de los pueblos germánicos, los vándalos atravesaron España y recorrieron el África del Norte. Destruyeron Igilgili en el año 429.
La ciudad de Jijel es erigida en municipio en 1860 y ascendida al rango de cabeza de distrito de Wilaya después de la reforma administrativa de 1974. Hoy en día es una de las ciudades más turísticas del país.